# Calvi Risorta
Calvi Risorta è un comune italiano di 5 343 abitanti della provincia di Caserta in Campania.

## Geografia fisica
Calvi Risorta è situata sulla via Casilina, a pochi chilometri da Capua. La sede comunale, un tempo coincidente prima con la frazione di Calvi Vecchia e poi con Zuni, si è espanso fino a comprendere anche le vicine Petrulo e Visciano ed ha assunto la denominazione Calvi Risorta, per cui non si tratta di un comune sparso. Nel territorio comunale è situato il sito archeologico di Cales, antica colonia romana.

### Territorio
Comune agricolo ed industriale della Terra di Lavoro alla destra del Volturno, dà il nome ad una vasta area denominata Agro caleno. I centri di Zuni, Petrulo e Visciano sono situati alle falde delle propaggini più occidentali dei Monti Trebulani e sono allungati sulla strada che corre al margine tra la pianura ed il rilievo del Monte Maggiore (1036 m s.l.m.), che fa parte anch'esso della catena montuosa dei Monti Trebulani. Sul suo territorio nasce il rio Lanzi.

#### La più grande discarica sotterranea d'Europa
Dopo 30 anni in cui una zona in un'area industriale abbandonata di circa 2,5 ettari venne utilizzata, come usuale al tempo, per smaltire gli scarti di lavorazione dell'azienda, la Polizia Forestale, con grande clamore mediatico, sostiene di aver rinvenuto "la più grande discarica sotterranea d'Europa di rifiuti tossici", nella zona della ex-fabbrica Pozzi-Ginori.
La presenza di un fantasioso sistema di sigillamento degli strati della discarica, ricordando il metodo di interramento della Camorra nei territori di Casal di Principe, farebbe supporre un coinvolgimento proprio dei Casalesi nelle operazioni di sversamento abusivo nel territorio di Calvi Risorta per conto di numerose aziende oltre alla Pozzi-Ginori.

## Storia
Antichissima città degli Aurunci e degli Ausoni, Cales, ricordata da vari scrittori latini, fu conquistata del Romani nel 335 a.C. e vi fu insediata una colonia di 2500 uomini. Fedele ad Annibale, fu punita da Roma con l'imposizione di alti tributi nel 204 a.C.
Riabilitata come colonia, nel secolo II a.C. divenne celebre per le ceramiche, oggi conosciute sotto il nome di vasi caleni.
Eretta in municipio, a partire dal I secolo fu dotata di templi, di un anfiteatro, di terme e di teatro, mentre nel V secolo fu fondata la diocesi di Calvi.
Nell'879 fu distrutta dai Saraceni e fu ricostruita con mura dal longobardo Atenolfo I, Gastaldo di Calvi e Conte di Capua. Fece poi parte del principato normanno di Capua e nel secolo XII fu conquistata dal re normanno Ruggero II. Grazie alla sua posizione strategica lungo la Via Casilina e lungo la strada per Venafro, fu dotata di un castello e fu sede di una dogana.
Fu feudo dei vescovi di Calvi, degli Stendardo nel secolo XIV, dei Carafa e possesso dei duchi di Sessa, fino al 1460, quando Ferdinando I d'Aragona la cedette definitivamente a Capua, di cui poi seguì le sorti. Assediata e saccheggiata durante la Congiura dei baroni, fu quasi completamente abbandonata dopo secoli di declino in seguito alla peste del 1656. Gli abitanti, fuggiti da una situazione ormai compromessa, si rifugiarono nei vicini casali di Zuni, Petrulo e Visciano, tutti lontani circa un miglio, lasciando fondamentalmente spopolata la zona più antica della città. Essi seguirono nei fatti l'esempio dato dai vescovi locali, che dal 1647 presero ad abitare nella vicina Pignataro. Il centro abitato di Zuni divenne sede del potere locale e in seguito sede del municipio, denominato Calvi Risorta e che riunì sotto un'unica amministrazione i tre casali di Calvi Vecchia. ll 27 giugno 1818 le due diocesi furono unite aeque principaliter con la bolla De utiliori di papa Pio VII, assumendo il nome di diocesi di Calvi e Teano.
Durante la seconda guerra mondiale, Calvi Vecchia fu liberata dagli inglesi della 56ª Divisione il 18 ottobre 1943, il 20 ottobre 3 soldati italiani vennero fucilati da tedeschi a Petrulo, il 21 un civile caleno rimase ucciso durante i combattimenti che portarono all'abbandono di Calvi da parte dei tedeschi, il 22 un altro civile restò ucciso in un cannoneggiamento alleato in direzione di Petrulo e il 23 altri 3 civili perirono in un cannoneggiamento alleato contro Visciano, dopodiché le truppe inglesi entrarono a Calvi Risorta senza incontrare resistenza.

### Simboli
Il comune ha un proprio stemma costituito da uno scudo sagomato suddiviso in tre fasce, raffigurante due serpenti alzati avanti un calice, un gallo ed una mucca in campo azzurro.
Il gonfalone è un drappo interzato in palo di verde, di bianco e di rosso.

## Monumenti e luoghi d'interesse

### Sito archeologico dell'antica Cales
I monumenti architettonici e archeologici sono concentrati nella frazione di Calvi Vecchia, centro nei secoli di relativa importanza e grande interesse. Al periodo romano appartengono i resti attualmente visibili di Cales (l'identificazione di elementi della preesistente città degli Aurunci è ardua), consistenti nelle grandiose terme, nel teatro, nell'anfiteatro, in un tempio, nel foro e in altri ruderi.

### Architetture religiose
Al periodo paleocristiano risale la chiesa di San Casto Vecchio, la più antica cattedrale della città e della sua diocesi. In rovina già nel XVII secolo e utilizzata come stalla da allora, attualmente è parzialmente coperta da un viadotto dell'Autostrada A1 e pochi resti ne sono visibili.
Nell'area dell'antico borgo, oggi non più esistente, vi è la cattedrale romanica di Santa Maria Assunta o di San Casto, iniziata nel secolo IX, ben conservata nella nuda e semplice facciata, nei fianchi e soprattutto nelle tre absidi di carattere schiettamente lombardo, a lesene e archetti.
Di grande interesse è un sarcofago del secolo VIII incastrato nella facciata. L'interno della chiesa, a tre navate, di semplici forme barocche, (inizi del Settecento), conserva la cripta della prima costruzione, a tre navate su colonne romane, oltre ad importanti opere cosmatesche del secolo XII, con fini decorazioni scolpite a mosaico: l'ambone e la cattedra episcopale. Vi è custodito inoltre il sepolcro del vescovo Angelo Mazziotta, (1444-1446).
In tale Cattedrale, dall'anno 2000, ogni primo sabato del mese, è celebrata una Messa Tridentina. È da notare che, caso più unico che raro, al fuori delle Isole Britanniche, tale celebrazione ha luogo secondo le rubriche del Messale promulgato nell'anno 1965 e non secondo quello del 1962.
Calvi Risorta è stata la sede di un convento dell'Ordine passionista risalente al XVIII secolo che è legato alla morte di tre frati prelevati a forza dai tedeschi e trucidati a Bellona il 7 ottobre 1943, insieme ad altre cinquantuno persone. Il convento ha ospitato più volte gli incontri nazionali dell'Associazione ex alunni passionisti.

### Castello
Il Castello Aragonese nella frazione di Calvi Vecchia, già esistente nel secolo IX ma modificato in età tardo-angioina, come dimostrato dalle torri angolari cilindriche con scarpata a spicchi, probabilmente, adattate in età aragonese.Fu possedimento della famiglia Gaetani.
Il castello, in posizione isolata, è articolato su pianta regolare con quattro torri cilindriche negli angoli, e mostra chiaramente i rifacimenti quattrocenteschi specialmente in una delle torri.

### Altri luoghi
- Real casino di Caccia del Demanio di Calvi Risorta.
- Il territorio inoltre è ricco di tombe anacoretiche (per lo più inaccessibili) tra le quali si distinguono la grotta dei Santi (Cales), di modeste dimensioni, ma ricca di affreschi votivi di scuola benedettina riferibili ai secoli X-XI, e la grotta delle Formelle, pure con affreschi, fra i quali è particolarmente notevole quello raffigurante l'Assunzione del secolo XI-XII;
- Palazzo baronale, nella frazione Zuni.

## Società

### Evoluzione demografica
Abitanti censiti

### Etnie e minoranze straniere
Secondo i dati ISTAT al 31 dicembre 2010 la popolazione straniera residente era di 118 persone. Le nazionalità maggiormente rappresentate in base alla loro percentuale sul totale della popolazione residente erano:
- Romania 60 1,02%

## Cultura

### Musei
MUVICA, Museo Virtuale di Cales.

## Economia
L'agricoltura e il commercio dei prodotti ortofrutticoli sono fonti di reddito per gli abitanti. Era presente, una volta, l'industria con fabbriche di laterizi e manufatti in cemento armato. È praticata anche la silvicoltura con lavorazione e commercio del legname per uso domestico.

## Infrastrutture e trasporti

### Strade
Il comune è attraversato dalla SS6, che lo collega all'autostrada A1 (tramite il casello Capua posto nel territorio di Pastorano e il casello Caianello nell'omonimo comune) e a Vairano (quindi al Molise), nonché a Teano e a vari altri comuni limitrofi.

### Trasporto pubblico
Il comune è servito dalle autolinee di Air Campania con collegamenti extraurbani verso altri comuni della regione.

## Amministrazione
| Periodo        | Periodo          | Primo cittadino           | Partito                         | Carica  | Note   |
| -------------- | ---------------- | ------------------------- | ------------------------------- | ------- | ------ |
| 23 aprile 1995 | 13 giugno 1999   | Antonio Caparco           | Lista civica di centro-sinistra | Sindaco | [ 13 ] |
| 13 giugno 1999 | 13 giugno 2004   | Antonio Caparco           | Lista civica di centro-sinistra | Sindaco | [ 13 ] |
| 13 giugno 2004 | 29 dicembre 2008 | Giacomo Zacchia           | Lista civica                    | Sindaco | [ 13 ] |
| 7 giugno 2009  | 25 maggio 2014   | Antonio Caparco           | Lista civica                    | Sindaco | [ 13 ] |
| 25 maggio 2014 | 11 giugno 2017   | Giovanni Marrocco         | Lista civica Calvi risorge      | Sindaco | [ 13 ] |
| 11 giugno 2017 | 29 luglio 2024   | Giovanni Rosario Lombardi | Lista civica Rinascita calena   | Sindaco | [ 13 ] |